# Rowland Wolfe
Merrill Rowland Wolfe (ur. 8 października 1914 w Dallas, zm. w 14 stycznia 2010 w Conroe) – amerykański gimnastyk, medalista olimpijski z Los Angeles.